# Eugenia tungo
Eugenia tungo är en myrtenväxtart som beskrevs av William Philip Hiern. Eugenia tungo ingår i släktet Eugenia och familjen myrtenväxter. Inga underarter finns listade i Catalogue of Life.